# Oriturus
Oriturus is een geslacht van vogels uit de familie van de  Amerikaanse gorzen. Het geslacht telt één soort:
- Oriturus superciliosus – Zwartwanggors